# SER Catalunya
SER Catalunya, anteriorment coneguda com a SERCAT, és una cadena de ràdio privada de caràcter generalista i comercial. La seva programació combina continguts en català de Ràdio Barcelona i programes en castellà de la Cadena SER.
Va començar les emissions el 23 de maig de 2016 amb el nom de SERCAT. Els seus estudis estan situats al carrer Casp, 6 de Barcelona. La cadena és gestionada per l'empresa Sociedad Española de Radiodifusión, propietat de PRISA.

## Història
L'empresa Sociedad Española de Radiodifusión va crear l'any 2016 una cadena de ràdio anomenada SERCAT amb una programació íntegrament en català basada en continguts produïts per Ràdio Barcelona. SERCAT va començar les emissions el 23 de maig de 2016 i disposava de 5 freqüències d'emissió: Barcelona, Figueres, Girona, Lleida, Manresa, Tarragona i el Vendrell.
El 15 d'octubre de 2018 la cadena va canviar el nom a SER Catalunya i la seva programació va passar a incloure, a banda dels continguts en català de Ràdio Barcelona, programes de la Cadena SER. Coincidint amb aquest canvis, la cadena va ampliar a 17 el nombre de freqüències.

## Programació
A continuació queda detallada la graella de la programació de SER Catalunya per a la temporada 2020-2021. Aquesta, es pot veure afectada per esdeveniments esportius o informatius especials durant la setmana.

### De dilluns a divendres
- 06:00 a 07:00 - Emissió de Cadena SER.
- 07:00 a 12:00 - Aquí Catalunya, amb Pablo Tallón
- 12:00 a 14:00 - Què t'hi jugues!, amb Sique Rodríguez i Lluís Flaquer.
- 14:00 a 14:30 - Hora 14 Catalunya, amb Sergi Caballero.
- 14:30 a 15:00 - Emissió de Cadena SER.
- 15:00 a 16:00 - Llapis de Memória, amb Òscar Moré.
- 16:00 a 19:00 - Emissió de Cadena SER.
- 19:00 a 21:00 - El balcó, amb Anna Puigboltas. Inclou La graderia del balcó, amb Joan Tejedor.
- 21:00 a 04:30 - Emissió de Cadena SER.
- 04:30 a 06:00 - Reemissió de programes.

### Dissabtes i diumenges
- 06:00 a 11:00 - Emissió de Cadena SER.
- 11:00 a 12:00 - Deixa'm tastar, amb Marc Orozco i Xènia Roset.
- 12:00 a 14:00 - Tot és comèdia, amb Rosa Badia.
- 14:00 a 14:30 - Hora 14 Catalunya, amb Dani Garrido.
- 14:30 a 01:30 - Emissió de Cadena SER.
- 01:30 a 02:00 - Rebobinem, amb Dani Garrido.
- 02:00 a 06:00 - Reemissió de programes.

## Freqüències
- Andorra la Vella: 92.1 FM
- Barcelona: 103.5 FM
- Castell-Platja d'Aro: 101.9 FM
- Cervera: 99.2 FM
- Figueres: 104.4 FM
- Girona: 97.4 FM
- Lleida: 103.6 FM
- Maçanet de Cabrenys: 104.0 FM
- Manresa: 104.4 FM
- Olot: 95.5 FM
- Puigcerdà: 89.8 FM
- Sort: 89.6 FM
- Tarragona: 97.7 FM
- Tortosa: 95.7 FM
- Vendrell, el: 104.0 FM
- Vic: 92.3 FM

També emet en territori occità:
- Viella: 97.2 FM